# Brachystomella nubila
Brachystomella nubila is een springstaartensoort uit de familie van de Brachystomellidae. De wetenschappelijke naam van de soort is voor het eerst geldig gepubliceerd in 1957 door Gisin.